# Jati (Binangun)
Jati is een bestuurslaag in het regentschap Cilacap van de provincie Midden-Java, Indonesië. Jati telt 2382 inwoners (volkstelling 2010).